# Christian Colson
Pour les articles homonymes, voir Colson.
Christian Colson, né le 15 septembre 1968; est un producteur de cinéma britannique.

## Biographie
Christian Colson est surtout connu comme producteur du film Slumdog Millionaire réalisé par Danny Boyle, dans lequel il a reçu de nombreux prix dont l'Oscar du cinéma, le Golden Globe et le BAFTA Award de la meilleure photo.

## Filmographie

### Cinéma
- 2005 : The Descent, réalisé par Neil Marshall
- 2005 : Separate Lives, réalisé par Julian Fellowes
- 2008 : Eden Lake, réalisé par James Watkins
- 2008 : Slumdog Millionaire, réalisé par Danny Boyle
- 2009 : The Descent: Part 2, réalisé par Jon Harris
- 2010 : Centurion, réalisé par Neil Marshall
- 2015 : Steve Jobs de Danny Boyle
- 2017 : T2 Trainspotting de Danny Boyle
- 2017 : Battle of the Sexes  de Jonathan Dayton et Valerie Faris

### Télévision
- 2018 : Trust (saison 1)